# Шахматово
Государственный мемориальный музей-заповедник Д. И. Менделеева и А. А. Блока — учреждение культуры историко-литературного профиля, официальное название музея в восстановленной усадьбе поэта А. А. Блока Ша́хматово.
Усадьба расположена в Солнечногорском районе Московской области, недалеко от деревни Тараканово, в 22 км на север от Солнечногорска по Таракановскому шоссе.

## История
Усадьба Шахматово приобретена дедом Блока по материнской линии — А. Н. Бекетовым в 1874 году. Совершить такую покупку посоветовал Д. И. Менделеев, с 1865 года живший летом по-соседству, в Боблово.
В Шахматове поэт проводил каждое лето с 1881 по 1916 год, по его словам — «лучшие времена жизни», и здесь им были задуманы «Стихи о прекрасной даме», «Пузыри земли», «На поле Куликовом», навеяны ему «Соловьиный сад», «Песня судьбы», а совсем недалеко оттуда начато «Возмездие».
Деревянный усадебный дом перестроен Блоком по собственному проекту в 1910 году. В частности, именно в 1910 году к зданию усадьбы была построена пристройка, напоминающая приземистую башню, где им был устроен кабинет.
В 1921 году усадьба была сожжена и разграблена, а потом заросла кустарником, деревьями и слилась с окружающим лесом. В советское время ещё до создания музея Шахматово, с 1970 года место служило центром паломничества поклонников творчества поэта.
Восстановление усадьбы (в которой было запланировано открыть мемориальный музей) и создание здесь литературно-ландшафтного заповедника было поручено группе специалистов Всесоюзного производственного научно-реставрационного комбината Министерства культуры СССР (которую возглавили архитекторы В. Якубени и Т. Борисова). Специалисты внимательно просмотрели архивы и печатные издания, собрали все изображения сгоревшего строения. Были получены воспоминания тётки поэта, М. А. Бекетовой, по специально разработанной анкете были опрошены пожилые люди окрестных деревень. В результате, удалось выяснить цвет и тип обоев в каждой комнате усадьбы, отделку и покраску фасадов, профилировку дверей, ставень и оконных рам. Также были проведены раскопки для обследования фундамента (что позволило уточнить планировку дома).
Весьма любопытным был процесс реконструкции фасада — сначала были реконструированы первоначальная планировка (фасады 1875 и 1884 года), а затем — последний облик дома после переделки в 1910 году.
Музей-заповедник был создан в 1981 году, заповедная территория 307 га, включает территорию усадьбы Шахматово и села Тараканово, где в церкви Михаила Архангела Александр Блок венчался с Любовью Менделеевой.
Главный дом восстановлен только в 2001, открыт 5 августа, с этих пор там проводятся экскурсии и массовые мероприятия.
На территории усадьбы Шахматово находится памятник природы — Блоковский валун («Бабий камень»).

## Экспозиция
В интерьерах музея воссоздана обстановка дворянской усадьбы рубежа XIX—XX веков.
В фондах музея более 20 000 экспонатов, автографы А. Блока, А. Белого, Вяч. Иванова, А. Ахматовой, Маяковского, Ремизова, С. Соловьёва, Д. И. Менделеева, Е. Г. Бекетовой, А. Гиппиуса, архивы С. М. Алянского, С. М. Городецкого, Е. Ф. Книпович, картины М. Нестерова, Ап. Васнецова, З. Серебряковой, А. Остроумовой-Лебедевой, С. Колесникова, Л. Лагорио, Н. Ге, большое число икон (в том числе из местной церкви, где венчались Блок и Менделеева), предметы быта рубежа XIX—XX веков, подлинные вещи из усадьбы Шахматово, принадлежавшие семье Блока и т. д..
Экспозиция размещена в девяти комнатах, расположенных на двух этажах. В передней начинается осмотр музея, через эти двери в дом впервые внесли младенца Сашу. В поэме «Возмездие» поэт отметил это событие в своей жизни. Из передней посетители попадают в комнату бабушки, известной в своё время писательницы и переводчицы Е. Г. Бекетовой (ей принадлежит выставленное в комнате вышитое её руками полотенце). Затем следует голубая гостиная (по цвету обоев на стенах), самая большая комната в доме, в экспозиции пианино из семьи М. Шагинян, на котором играл С. В. Рахманинов, и столовая с выходом на балкон.
Самая светлая комната музея — кабинет деда поэта, А. Н. Бекетова. Акварели на стенах написаны хозяином кабинета и его дочерью, Е. А. Бекетовой. Из столовой можно также пройти в девичью комнату, где жила прислуга, и через сени в комнату Любови Дмитриевны, жены поэта. В мезонине с 1910 года находилась устроенная Блоком библиотека (представленные в ней книги аналогичны собранным поэтом), откуда узкий коридор вёл в его кабинет, где книжный шкаф и плетённое кресло привезены из его петербургской квартиры, ему лично принадлежали и скамейка и дорожный ящик.
В четырёх комнатах флигеля устроена экспозиция «За гранью прошлых дней…». В раннем детстве с матерью и няней в этом флигеле жил Александр Блок, прабабушка поэта — А. Н. Карелина, с 1904 по 1910 год — молодожёны Блок. На выставке представлены документы, рассказывающие о покупке Шахматова, родословной Бекетовых, материалы о родственниках Блока и гостях Шахматова. Флигель был открыт в 2000 году, на год раньше открытия 5 августа 2001 года главного дома усадьбы

## Галерея

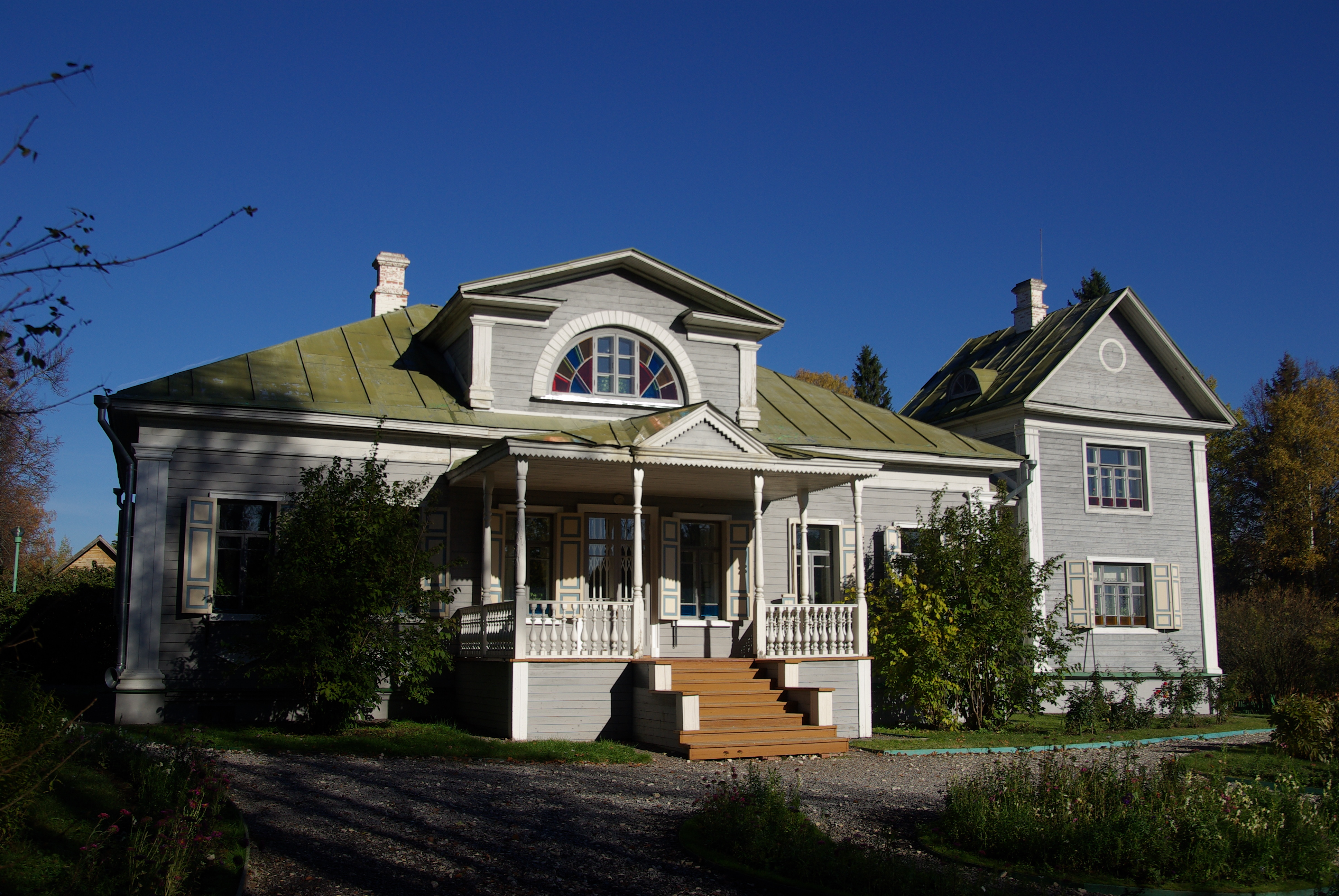
Фасад здания
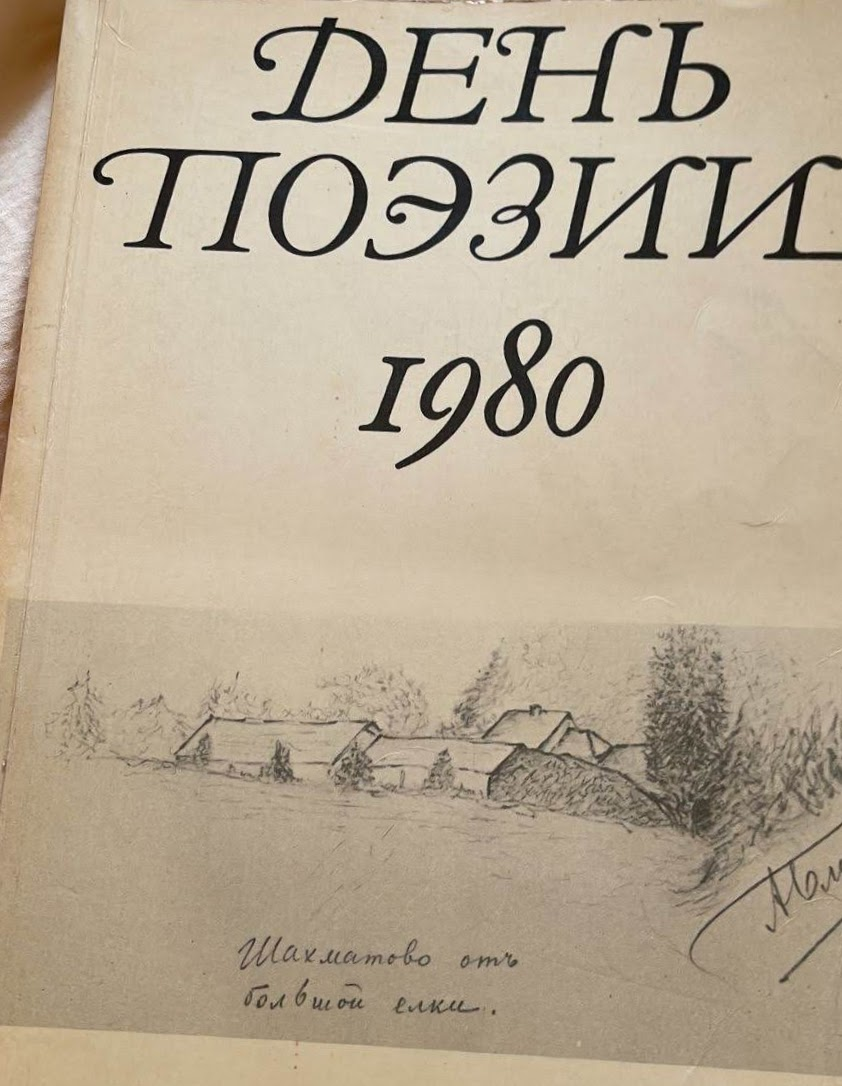
Рисунок Александра Блока с автографом на обложке сборника «День поэзии» (1980)
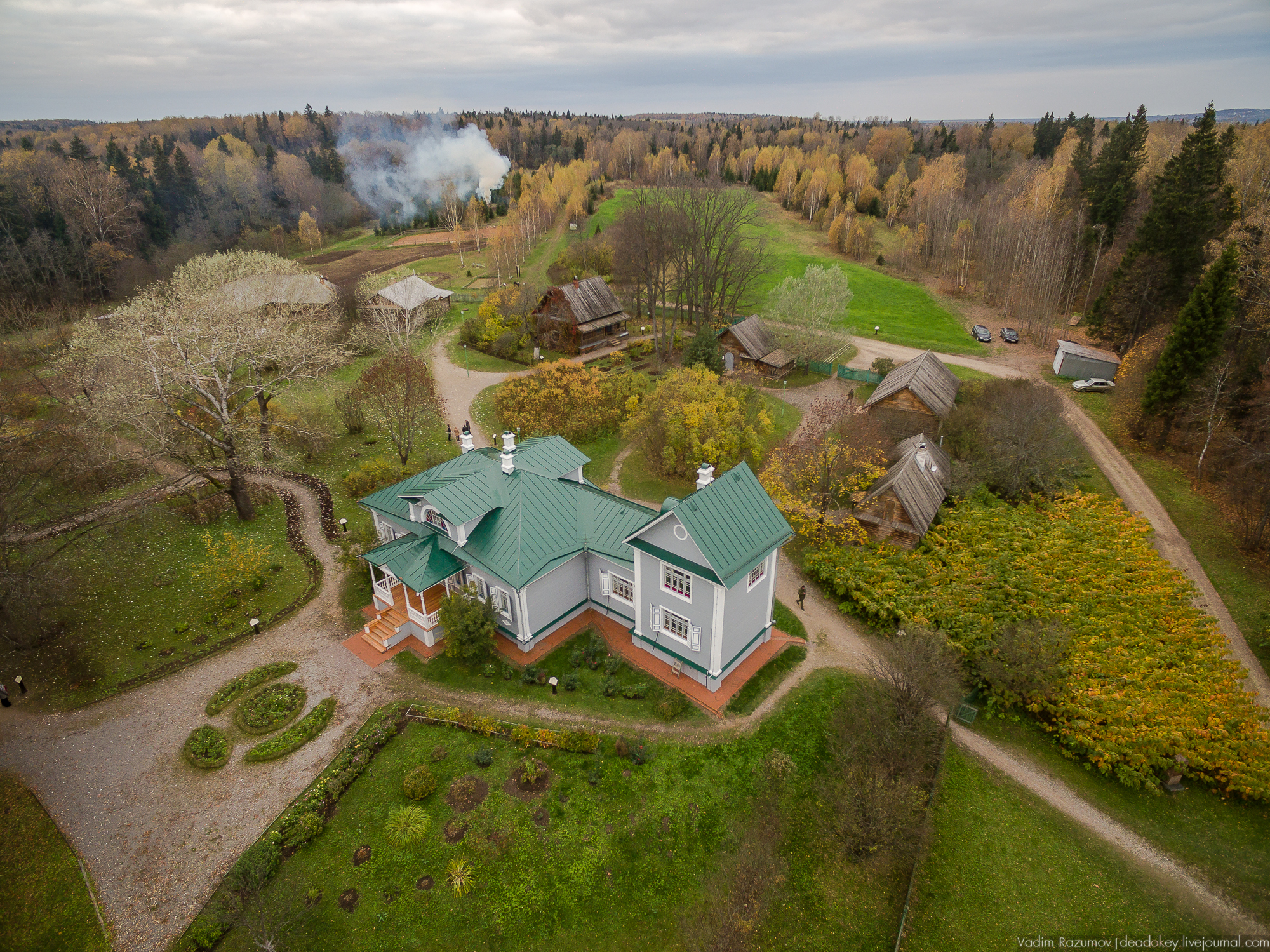